# María del Carmen Moreno Benítez
Maria del Carmen Moreno Benitez (ur. 24 sierpnia 1885 w Villamartín; zm. 1 września 1936 w Barcelonie) – hiszpańska salezjanka, męczennica, błogosławiona Kościoła katolickiego. 
Wstąpiła do zgromadzenia Córek Maryi Wspomożycielki. Została zamordowana w dniu 1 września 1936 roku w czasie wojny domowej w Hiszpanii.
Beatyfikował ją w grupie Józef Aparicio Sanz i 232 towarzyszy Jan Paweł II 11 marca 2001 roku.